# Чжоу Сюнь (троецарствие)
Чжоу Сюнь (кит. трад. 週循, кит. упр. 周循) — главный начальник кавалерии, старший сын Чжоу Юя периода Троецарствия. Согласно «Записи о Трёх царствах», женой Чжоу Сюня была принцесса Сунь Лубань. Он был похож характером на Чжоу Юя, но, как и его отец, умер рано.

## Семья

### Родственники по отцовской линии
- Чжоу Цзин — прапрадед
- Чжоу И — дед
- Чжоу Шан — двоюродный дед
- Чжоу Чжун — двоюродный дед, сын Чжоу Цзина
- Чжоу Юй — отец

### Семья жены
- Сунь Цюань — тесть
- Сунь Лубань — жена

### Родственники
- Чжоу Инь — младший брат по отцу
- Чжоу Чэ — младшая сестра Чжоу Иня